# Kotterer Peaks
Die Kotterer Peaks sind eine Gruppe kleiner Berge im ostantarktischen Mac-Robertson-Land. In der Athos Range der Prince Charles Mountains ragen sie zwischen den Wignall-Nunatakkern und Mount Starlight auf.
Luftaufnahmen der Australian National Antarctic Research Expeditions aus den Jahren von 1955 bis 1965 dienten ihrer Kartierung. Das Antarctic Names Committee of Australia benannte sie nach Christiaan J. A. Kotterer, Wetterbeobachter auf der Davis-Station im Jahr 1964.